# 嵐山森林鉄路
嵐山森林鉄路（らんざんしんりんてつろ、繁体字中国語: 嵐山森林鐵路）は、台湾花蓮県秀林郷に存在した森林鉄道路線。台湾東部の三大林場の一つである太魯閣林場の森林資源運搬のために整備され、3本の軽便鉄道と3本の貨物索道で構成されていた。そのうち2号索道はかつて世界最長の索道だった。現在は全線が廃止されている。

## 沿革

### 日本統治時代
日本統治時代に南方林業株式会社の花蓮港支社が林業に進出し、花蓮港支社が正式に森林伐採を開始した2年後の1943年（昭和18年）にが嵐山鉄道全長6kmで開通した第二次世界大戦期間中、花蓮港支社の業務は台湾拓殖株式会社に移管されて継続した

### 戦後から現在
台湾光復後、台湾拓殖の嵐山森林鉄路を所管していた花蓮港支社は1946年（民国35年）10月に台湾省政府林務局が接収した。それに伴い花蓮港山場と改称し、太平山林場太魯閣分場となった。
1948年、太平山林場太魯閣分場は正式に独立し、太魯閣林場となった。1951年、太魯閣林場は新路線を計画し、翌1952年に太魯閣主線といわれる総延長9.5kmの本線と、1.4kmの支線が完工した。このほか佐倉地区の貯木場と台湾鉄路管理局台東線田浦駅を連絡する全長3.7kmの路線も建設されている。
同年佐倉の貯木場が狭小となり娑婆当渓（娑婆噹溪）の橋梁も災害による損壊が多々あったことから、太魯閣林場は渡河しないルート変更を計画し、太昌から1.5kmの索道路線「新1号索道」を建設した
新1号索道の起点から林場嵐山工作站まで合わせて3本の索道が1956年5月に完成した。それぞれの長さは1号が1,560メートル、2号が1,600メートル、3号が1,400メートルで、2号索道は当時「東アジア最長索道」と呼ばれていた。
1960年以降、太魯閣主線は延伸を継続し、最終的に総延長は42kmに達した。1977年以後は台湾省政府の「林業経営改革方案」実施に伴い森林資源の保護を図るべく伐採量は減少していった。管内でも当時の哈崙工作站が伐採事業を終了し、植樹事業に転換した。1989年に嵐山工作站の廃止に伴い、森林鉄道も営業を停止して現在に至っている。

## 路線一覧

### 軽便鉄道
| 路線名             | 路線長（km） | 起点           | 終点             | 勾配 | 沿線橋梁数 | 沿線トンネル数 |
| ------------------ | ------------ | -------------- | ---------------- | ---- | ---------- | -------------- |
| 太昌線             | 1.5          | 田浦           | 佐倉第一号索道   | 2.0% | 3          | 0              |
| 太魯閣線           | 42           | 嵐山新一号索道 | 木瓜林区第23林班 | 2.0% | 222        | 5              |
| 支線（立霧渓支線） | 1.4          |                |                  |      |            |                |

### 索道
| 索道番号 | 斜面距離（メートル） |
| -------- | -------------------- |
| 1号索道  | 1,560                |
| 2号索道  | 1,600                |
| 3号索道  | 1,400                |

### 車両
- 蒸気機関車[8]

米国製の石炭による蒸気動力車。整備重量は18トンで、手動ブレーキと空気ブレーキの両方を備えていた。牽引重量は95トンで、世界的に希少な登山用機関車だった。
- ディーゼル機関車[8]

日本製ディーゼル機関車で出力は50馬力、排気量1,600cc、総重量45トンで、10両の小型貨車を牽引可能で、牽引重量は40トン前後。
木瓜林区管理処で約30年使用された（嵐山の他、哈崙、林田山森林鉄路を含む）。1980年6月30日に運行停止。
- トロッコ台車

### 工作站
- 嵐山工作站

嵐山工作站は太魯閣主線5.4km地点に設置された林務局の行政執行機関。機械工場や小型製材工場および雇用作業員の宿舎を運営し、廃止前には50名の従業員と行政職員が配置されていた。総敷地面積は約2ヘクタール。